# Trije razlogi
Trije razlogi slovenske avtorice Aleksandre Kocmut je ženski roman, ki je pri založbi Miš izšel leta 2009.

## Vsebina
Glavna junakinja romana je mlada žena, mamica dveh živahnih malčkov ter mlada ženska z rahlo načeto samozavestjo, z imenom Ksenija. Ksenija se v svojem življenju spopada z različnimi izkušnjami, ki jih doživlja iz dneva v dan. Poklicno se ukvarja s honorarnim lektoriranjem in prevajanjem iz angleščine obenem pa skrbi še za svoja dva otroka, Patrika in Lano, nekoliko v pomoč sta ji njena mama in prijateljica Nika ter mož Marko. Ko se nekako prebija skozi dneve v letu pa njeno že tako načeto samozavest zamaje dejstvo, da je njena prijateljica Nika noseča z nekim poročenim moškim in ker Ksenija po pomoti nekajkrat sliši le delčke pogovorov takoj posumi da gre za njenega moža.

## Zbirka
Roman Trije razlogi je izšla v zbirki Srebrne niti.